# Saint-Désirat
Saint-Désirat est une commune française, située dans le département de l'Ardèche en région Auvergne-Rhône-Alpes, à proximité du Rhône.

## Géographie

### Situation et description

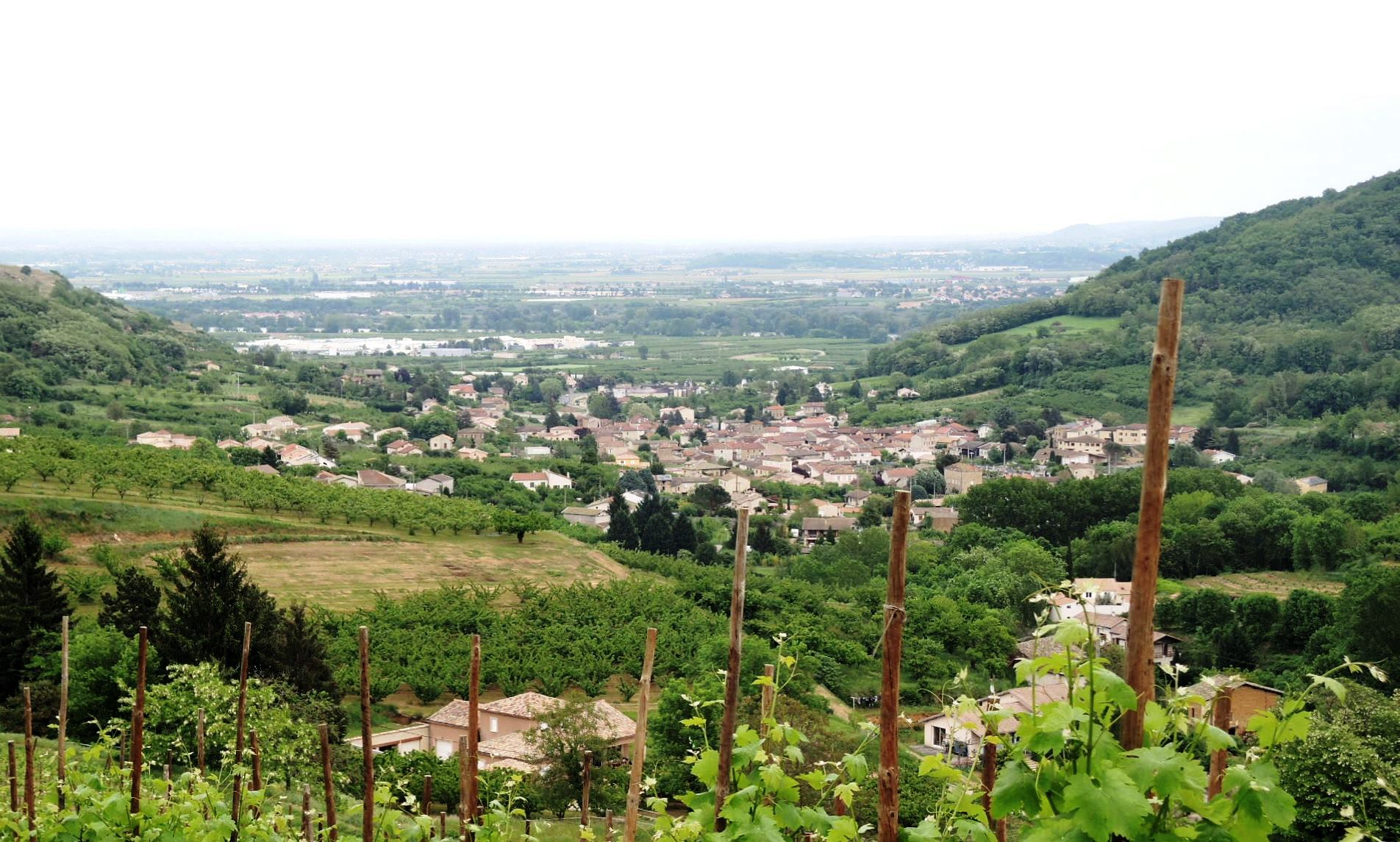
Entre des collines, à proximité du Rhône.

La commune s'étend sur une surface moyenne de 7,31 km2. La moitié de son territoire se situe sur le plateau du piémont annonéen avec les hameaux de Sonier et de Brunieux. Le village, par contre, s'est installé plus bas, au pied des coteaux, sur les terres fertiles d'un ancien bras du Rhône, derrière la colline du Chatelet, avec une courte frontière avec le Rhône actuel. Les terrains les plus plats sont favorables aux cultures fruitières, avec par endroits d'importants dépôts de lœss. Ce type d'argile s'est formé à partir de fines particules apportées par les vents à l'époque glaciaire. La plupart des coteaux sont cultivés en vigne, avec production d'AOC Côtes du Rhône Saint-Joseph.

### Communes limitrophes
Saint-Désirat est limitrophe de huit communes, toutes situées dans le département de l'Ardèche à l'exception de Andancette (Drôme). Elles sont réparties géographiquement de la manière suivante :
Les communes de Saint-Désirat, Saint-Cyr, Saint-Étienne-de-Valoux et Thorrenc se rejoignent en un quadripoint. Il est matérialisé par une ancienne borne aux armes des Célestins, dans un pré du hameau de la Révicolle.

### Climat
Pour des articles plus généraux, voir Climat d'Auvergne-Rhône-Alpes et Climat de l'Ardèche.
En 2010, le climat de la commune est de type climat méditerranéen altéré, selon une étude du CNRS s'appuyant sur une série de données couvrant la période 1971-2000. En 2020, Météo-France publie une typologie des climats de la France métropolitaine dans laquelle la commune est dans une zone de transition entre le climat de montagne et le climat méditerranéen et est dans la région climatique Moyenne vallée du Rhône, caractérisée par un bon ensoleillement en été (fraction d’insolation > 60 %), une forte amplitude thermique annuelle (4 à 20 °C), un air sec en toutes saisons, orageux en été, des vents forts (mistral), une pluviométrie élevée en automne (250 à 300 mm).
Pour la période 1971-2000, la température annuelle moyenne est de 12,3 °C, avec une amplitude thermique annuelle de 17,8 °C. Le cumul annuel moyen de précipitations est de 840 mm, avec 7,7 jours de précipitations en janvier et 5,6 jours en juillet. Pour la période 1991-2020, la température moyenne annuelle observée sur la station météorologique installée sur la commune est de 13,3 °C et le cumul annuel moyen de précipitations est de 698,4 mm,. Pour l'avenir, les paramètres climatiques de la commune estimés pour 2050 selon différents scénarios d'émission de gaz à effet de serre sont consultables sur un site dédié publié par Météo-France en novembre 2022.
| Mois                                  | jan.          | fév.           | mars        | avril           | mai            | juin          | jui.          | août           | sep.           | oct.          | nov.            | déc.           | année      |
| ------------------------------------- | ------------- | -------------- | ----------- | --------------- | -------------- | ------------- | ------------- | -------------- | -------------- | ------------- | --------------- | -------------- | ---------- |
| Température minimale moyenne (°C)     | 1,5           | 1,9            | 4,5         | 7,5             | 11,1           | 14,6          | 16,5          | 16,1           | 12,6           | 9,7           | 5,1             | 2,2            | 8,6        |
| Température moyenne (°C)              | 4,6           | 5,7            | 9,4         | 12,7            | 16,5           | 20,3          | 22,5          | 22,2           | 18,1           | 14,1          | 8,5             | 5,2            | 13,3       |
| Température maximale moyenne (°C)     | 7,7           | 9,6            | 14,2        | 17,9            | 21,8           | 26,1          | 28,6          | 28,3           | 23,6           | 18,5          | 11,9            | 8,2            | 18         |
| Record de froid (°C) date du record   | −8,9 13.01.03 | −11,1 05.02.12 | −9 01.03.05 | −2,5 14.04.1998 | 2,9 15.05.1995 | 5,5 08.06.17  | 8,3 13.07.00  | 8,1 30.08.1998 | 3,9 30.09.1995 | −4 26.10.03   | −6,8 23.11.1998 | −12,1 30.12.05 | −12,1 2005 |
| Record de chaleur (°C) date du record | 19,3 10.01.15 | 21,4 25.02.21  | 26 31.03.21 | 28,9 21.04.18   | 33,8 24.05.09  | 38,2 29.06.19 | 39,6 24.07.19 | 41,1 13.08.03  | 33,7 16.09.19  | 27,7 02.10.11 | 22,2 11.11.1995 | 18,5 17.12.19  | 41,1 2003  |
| Précipitations (mm)                   | 45            | 30,4           | 36,1        | 53,7            | 70             | 56,3          | 57,4          | 49             | 65,7           | 93,9          | 93,8            | 47,1           | 698,4      |

### Hydrographie
Le territoire communal est bordé par le Rhône à l'est.

### Voies de communication et transports
La commune est traversée dans sa partie Est par la route départementale 86 (ancienne route nationale 86) et par la voie ferrée de la rive droite du Rhône ouverte en 1880 et fermée au trafic voyageur en 1973. Une autre voie ferrée a fonctionné entre 1869 et 1987 : la ligne de Saint-Rambert-d'Albon à Annonay, avec un tracé situé à mi-pente de la côte exposée au sud-est.

## Urbanisme

### Typologie
Au 1er janvier 2024, Saint-Désirat est catégorisée bourg rural, selon la nouvelle grille communale de densité à 7 niveaux définie par l'Insee en 2022.
Elle est située hors unité urbaine. Par ailleurs la commune fait partie de l'aire d'attraction d'Annonay, dont elle est une commune de la couronne,. Cette aire, qui regroupe 37 communes, est catégorisée dans les aires de 50 000 à moins de 200 000 habitants,.

### Occupation des sols
L'occupation des sols de la commune, telle qu'elle ressort de la base de données européenne d’occupation biophysique des sols Corine Land Cover (CLC), est marquée par l'importance des territoires agricoles (64,8 % en 2018), en diminution par rapport à 1990 (65,9 %). La répartition détaillée en 2018 est la suivante : 
cultures permanentes (36,9 %), zones agricoles hétérogènes (27,9 %), forêts (20,1 %), milieux à végétation arbustive et/ou herbacée (5,6 %), zones urbanisées (5,5 %), zones industrielles ou commerciales et réseaux de communication (2,8 %), eaux continentales (1,1 %).
L'évolution de l’occupation des sols de la commune et de ses infrastructures peut être observée sur les différentes représentations cartographiques du territoire : la carte de Cassini (XVIIIe siècle), la carte d'état-major (1820-1866) et les cartes ou photos aériennes de l'IGN pour la période actuelle (1950 à aujourd'hui).

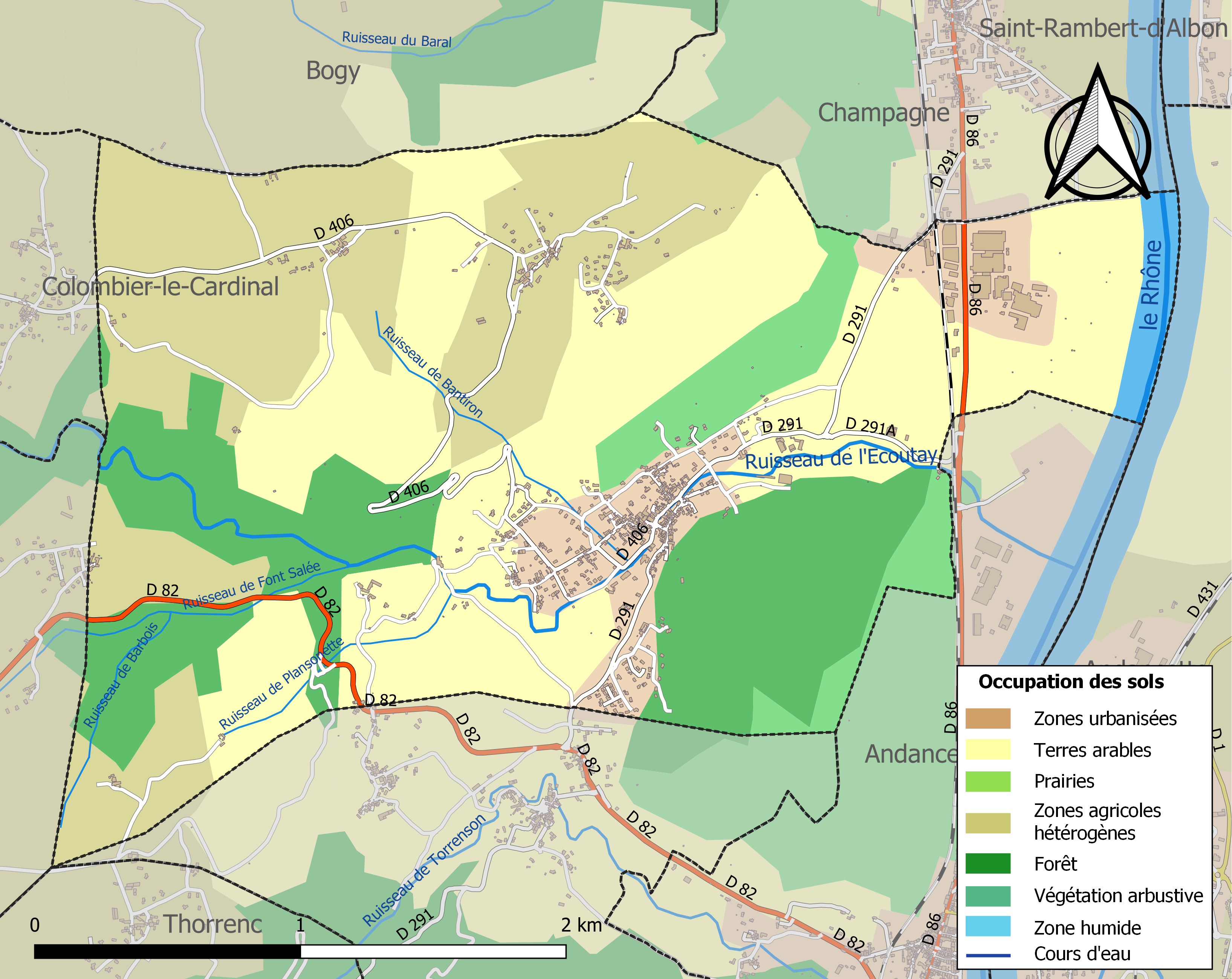
Carte des infrastructures et de l'occupation des sols de la commune en 2018 (CLC).

#### Risques sismiques
L'ensemble du territoire de la commune de Saint-Désirat est situé en zone de sismicité no 3, dite « modérée » (sur une échelle de 1 à 5), comme la plupart des communes situées dans la vallée du Rhône, mais non loin de la limite orientale de la zone no 2, dite « faible » qui correspond au plateau ardéchois.
| Type de zone | Niveau            | Définitions (bâtiment à risque normal) |
| ------------ | ----------------- | -------------------------------------- |
| Zone 3       | Sismicité modérée | accélération = 1,1 m/s2                |

## Toponymie
Aucun saint n'est attesté avec le prénom de Désirat. Par contre trois saints Désiré ont vécu en France : un évêque de Besançon, décédé en 414, un évêque de Bourges, décédé en 550 et Désiré d'Autun ou Didier d'Autun, moine décédé en 579. L'église du village est quant à elle dédiée à Saint-Didier. Il en a existé 9, dont un évêque de Vienne décédé vers 595.

## Histoire
Le territoire de la commune a été occupé en plusieurs endroits à l'époque gallo-romaine. On a retrouvé les fondations d'un temple important sur la colline du Châtelet. Mais aussi divers objets ou matériaux d'époque dans plusieurs quartiers : autour du village, près du Rhône et au hameau de Sonier. Il a été trouvé notamment à l'ouest du village, au quartier Mortier, vers 1930, une statuette en bronze de 11 cm représentant Diane chasseresse.

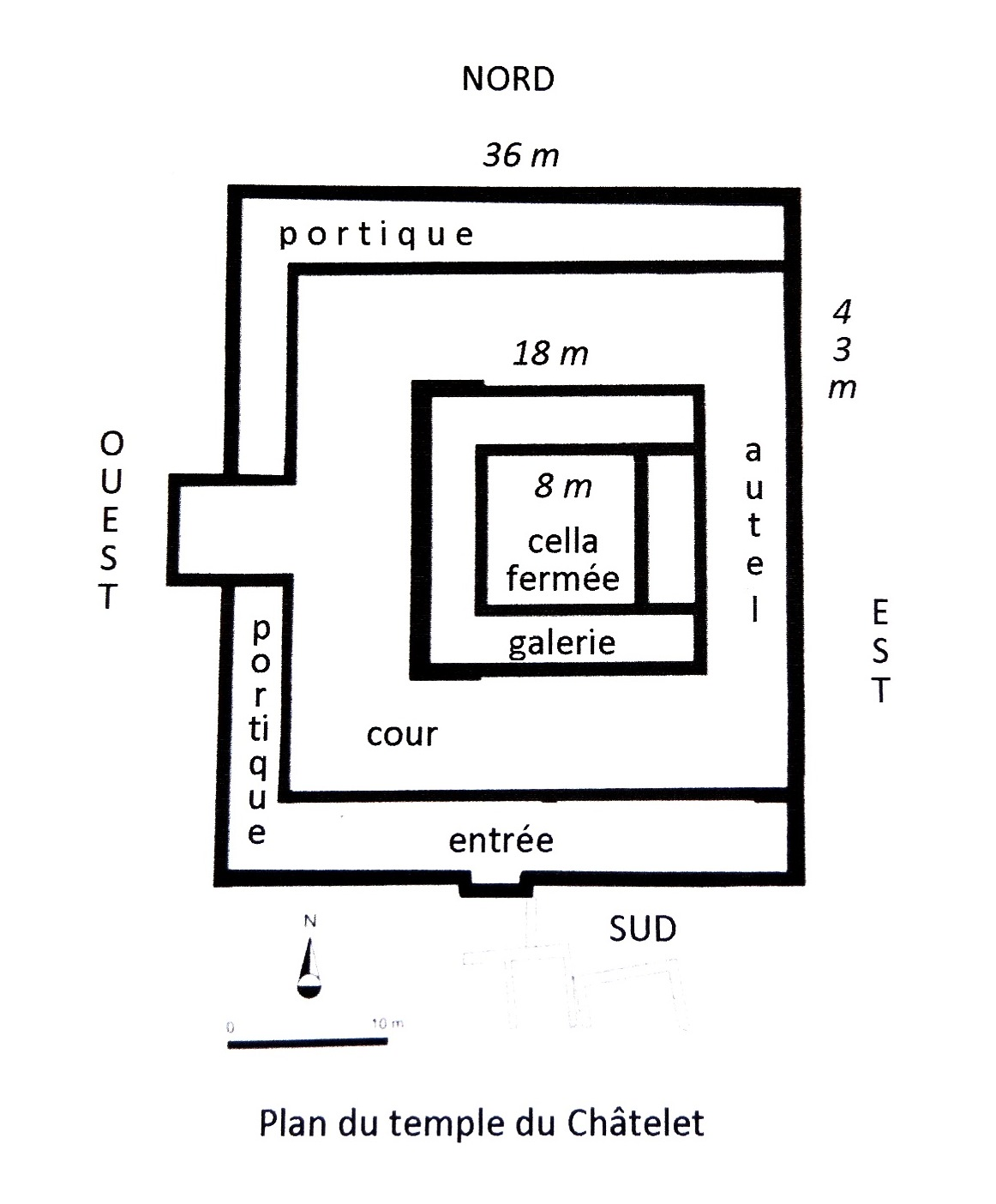
Un ancien temple romain, de dimensions importantes.

Sur le sommet nord de la colline du Chatelet, plusieurs campagnes de fouilles ont révélé l'existence d'un ancien temple romain, dont les restes ont été malheureusement très dispersés au cours des siècles : plaques de marbre, fragments de colonnes, de chapiteaux et de corniches, pierres gravées, fragments de statues, bijoux, monnaies, objets divers... Les dernières campagnes de fouilles, en 1994, ont conclu à l'aménagement d'un temple à la fin du Ier siècle. 

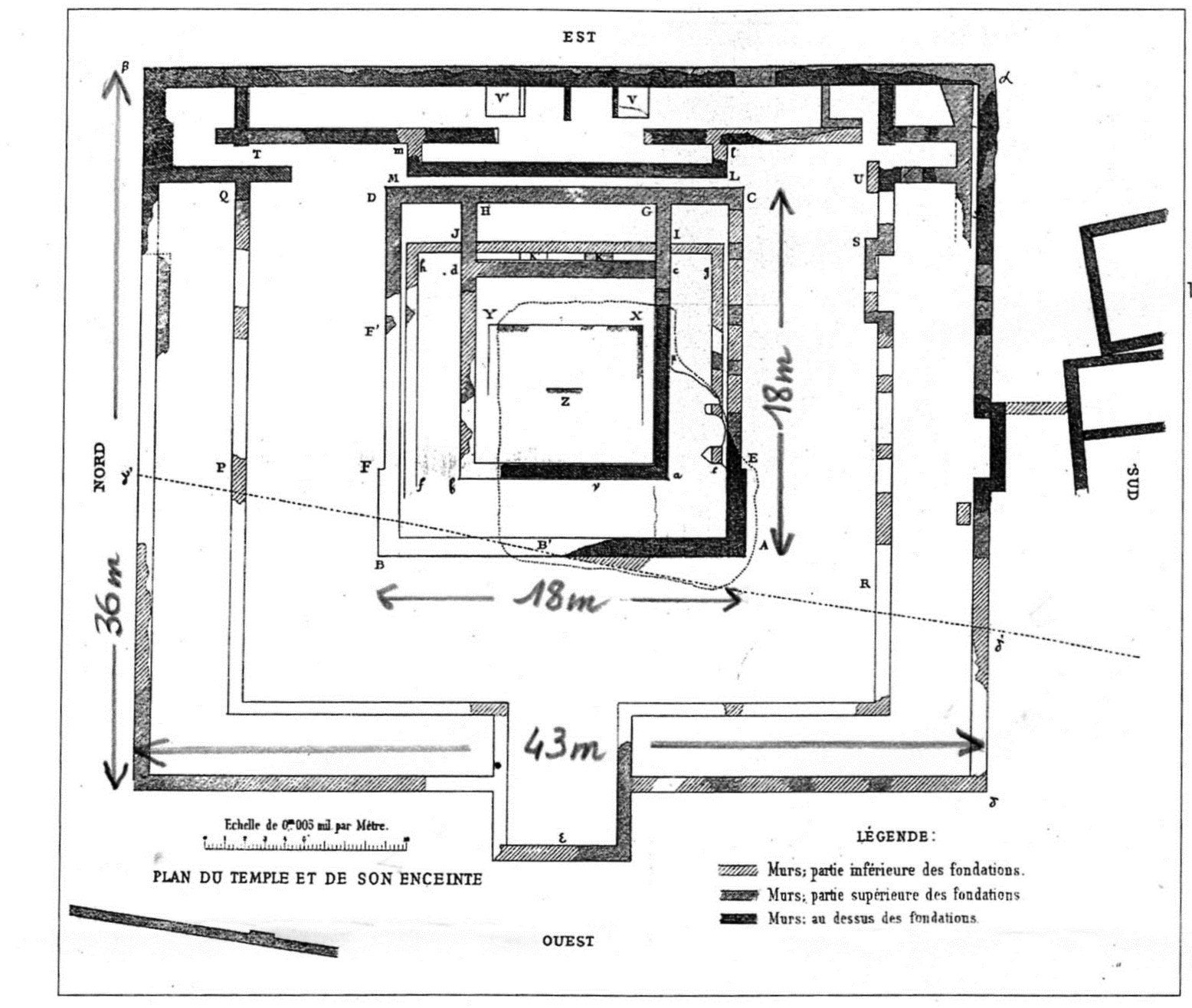
Le plan original restitué par l'archéologue Louis Morel, à l'issue de fouilles effectuées en 1884.

Ce temple avait des ressemblances avec la Maison Carrée de Nîmes et le temple d'Auguste et de Livie de Vienne. Il comportait une partie fermée de forme carrée et d'environ 8 mètres de côté, précédée d'un vestibule du côté est. Cette « cella » fermée était entourée d'une galerie qui en faisait un bâtiment carré d'environ 18 mètres de côté. À l'est, le temple ouvrait sur un autel extérieur. Sur les trois autres côtés, il était entouré par une cour qui se terminait par un portique en U de 4 mètres de large et de 36 à 43 mètres de long. L'accès se faisait par le mur sud.
L'intérêt de ce bâtiment semble avoir été un repère religieux qui devait être visible de loin pour affirmer l'autorité des empereurs romains et ses délégations installées à Vienne. Il semble avoir été dédié à Apollon Auguste. On y apportait des offrandes et on y sacrifiait de jeunes taureaux.
À partir du VIe siècle, le site a été transformé en oratoire chrétien puis en nécropole. L'emplacement du temple peut être retrouvé sur la colline, mais le site de fouilles a été recouvert par précaution.

## Politique et administration

### Liste des maires
| Période                                  | Période   | Identité        | Étiquette | Qualité                   |
| ---------------------------------------- | --------- | --------------- | --------- | ------------------------- |
| Les données manquantes sont à compléter. |           |                 |           |                           |
| mars 2001                                | 2014      | Michel Solaï    |           | Retraité                  |
| 2014                                     | 2020      | Benoit Gauthier | DVD       | Entrepreneur en bâtiments |
| 2020                                     | juin 2020 | Benoît Gauthier |           | Entrepreneur en batiments |
| juin 2020                                | En cours  | Thierry Lermet  |           | Profession libérale       |

## Population et société

### Démographie
L'évolution du nombre d'habitants est connue à travers les recensements de la population effectués dans la commune depuis 1793. Pour les communes de moins de 10 000 habitants, une enquête de recensement portant sur toute la population est réalisée tous les cinq ans, les populations de référence des années intermédiaires étant quant à elles estimées par interpolation ou extrapolation. Pour la commune, le premier recensement exhaustif entrant dans le cadre du nouveau dispositif a été réalisé en 2004.

En 2022, la commune comptait 876 habitants, en évolution de −2,01 % par rapport à 2016 (Ardèche : +2,48 %, France hors Mayotte : +2,11 %).
| 1793 | 1800 | 1806 | 1821 | 1831 | 1836 | 1841 | 1846 | 1851 |
| ---- | ---- | ---- | ---- | ---- | ---- | ---- | ---- | ---- |
| 736  | 782  | 742  | 750  | 818  | 941  | 904  | 930  | 914  |

| 1856 | 1861 | 1866 | 1872 | 1876 | 1881 | 1886 | 1891 | 1896 |
| ---- | ---- | ---- | ---- | ---- | ---- | ---- | ---- | ---- |
| 891  | 905  | 860  | 838  | 856  | 876  | 867  | 871  | 847  |

| 1901 | 1906 | 1911 | 1921 | 1926 | 1931 | 1936 | 1946 | 1954 |
| ---- | ---- | ---- | ---- | ---- | ---- | ---- | ---- | ---- |
| 816  | 810  | 726  | 611  | 600  | 585  | 650  | 601  | 609  |

| 1962 | 1968 | 1975 | 1982 | 1990 | 1999 | 2004 | 2006 | 2009 |
| ---- | ---- | ---- | ---- | ---- | ---- | ---- | ---- | ---- |
| 649  | 621  | 593  | 608  | 660  | 707  | 719  | 747  | 780  |

| 2014 | 2019 | 2022 | - | - | - | - | - | - |
| ---- | ---- | ---- | - | - | - | - | - | - |
| 872  | 844  | 876  | - | - | - | - | - | - |

### Enseignement
La commune est rattachée à l'académie de Grenoble et compte une école maternelle et primaire des Collines avec quatre classes.
Il existe également :
- une crèche multi-accueil.
- un centre de loisirs des Villages du Châtelet.

### Manifestations culturelles et festivités
- février : Foulée du Saint-Joseph
- 1er mai : Rallye du Saint-Joseph
- 8 mai : Tournoi de Foot du FC Chatelet

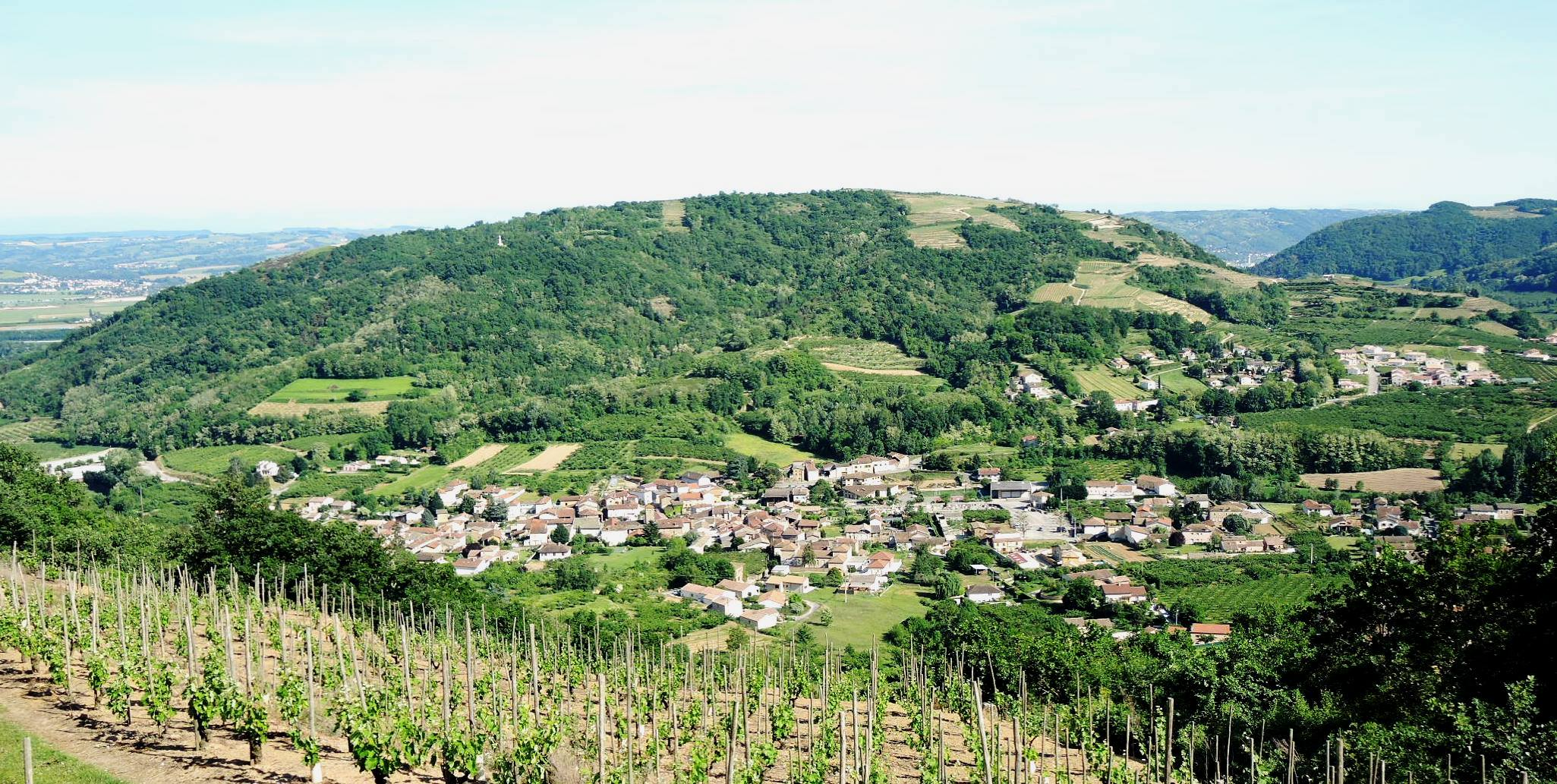
Vue générale du village, devant la colline du Chatelet.

- Mai : Journée citoyenne
- Juin : passage de l’Ardéchoise

### Associations
AEP (bibliothèque et événements culturels), Association Familles Rurales Villages du Châtelet (centre de loisirs, activités culturelles et sportives). Foot FC Chatelet (avec Champagne, Andance et Andancette), Basket AAB (avec Andance et Andancette), ABCSD Boules Champagne Saint-Désirat, Judo Club Nord Ardèche.
Sou des Écoles, ACCA, Fnaca, AASAD (aide et service à domicile), Aînés ruraux, Saint-Désirat sans fourmis, Ensemble à Saint-Désirat, Le Saint Joseph à Saint-Désirat (2014), Les Amis du col de Brunieux (2015).
La section locale des Familles Rurales, « AFR Villages du Châtelet » rassemble une variété importante d'activités de loisirs pour enfants et adolescents dans les communes ardéchoises proches du Rhône :
- Centre de loisirs les mercredis à Peyraud, et pendant les vacances à l'école publique d'Andance.
- Club ados.
- Activités périscolaires.
- Multi-accueil à la crèche de Champagne.
- Une dizaine d'activités pour adultes : À Saint-Désirat : Country. Expression corporelle. Gymnastique. Gymnastique d'entretien. Tennis. Guitare. Scrabble. Pétanque à Andance, Champagne et Saint-Désirat. Chorale à Peyraud. Yoga à Andance[25]…

### Médias
Deux journaux sont distribués dans les réseaux de presse desservant la commune de Saint-Désirat :
- L'Hebdo de l'Ardèche est un journal hebdomadaire français basé à Valence. Il couvre l'actualité de tout le département de l'Ardèche ;
- Le Dauphiné libéré est un journal quotidien de la presse écrite française régionale distribué dans la plupart des départements de l'ancienne région Rhône-Alpes, notamment l'Ardèche. La commune est située dans la zone d'édition d'Annonay.

### Cultes
L'église (propriété de la commune) et la communauté catholique de Saint-Désirat sont rattachées à la paroisse Sainte Croix du Rhône, elle-même rattachée au diocèse de Viviers.

## Économie

### Agriculture
La cave de Saint-Désirat a été créée en 1960 avec 137 producteurs. En 1969, l'élargissement de l'appellation AOC a permis de réaliser des récoltes de « Saint-Joseph », rouge ou blanc, à partir de 1973. Au fil des années, les capacités de la cave ont augmenté, et son domaine viticole s'est agrandi, notamment sur les coteaux de Rochevine. La Maison des Vins a été ouverte en 1994, la galerie Rochevine en 1997. En 2005 la cave de Saint-Désirat a absorbé celle de Sarras, regroupant ainsi plus de 350 coopérateurs et 50 % (18 000 hectolitres ou 40 000 en 2013 ?) de la surface cultivée en Saint-Joseph. La cave produit aussi de l'AOP Condrieu et du Vin de pays Ardèche rouge, blanc et rosé. La production viticole est aussi assurée par des domaines privés : Domaine du Mortier, Domaine Monier/Perréol (bio en biodynamie), Domaine Louis Chomel, Domaine François Grenier (à Champagne). Une association « Le Saint-Joseph à Saint-Désirat » regroupe tous les producteurs, coopérateurs ou individuels.

### Sentier de découverte de Rochevine

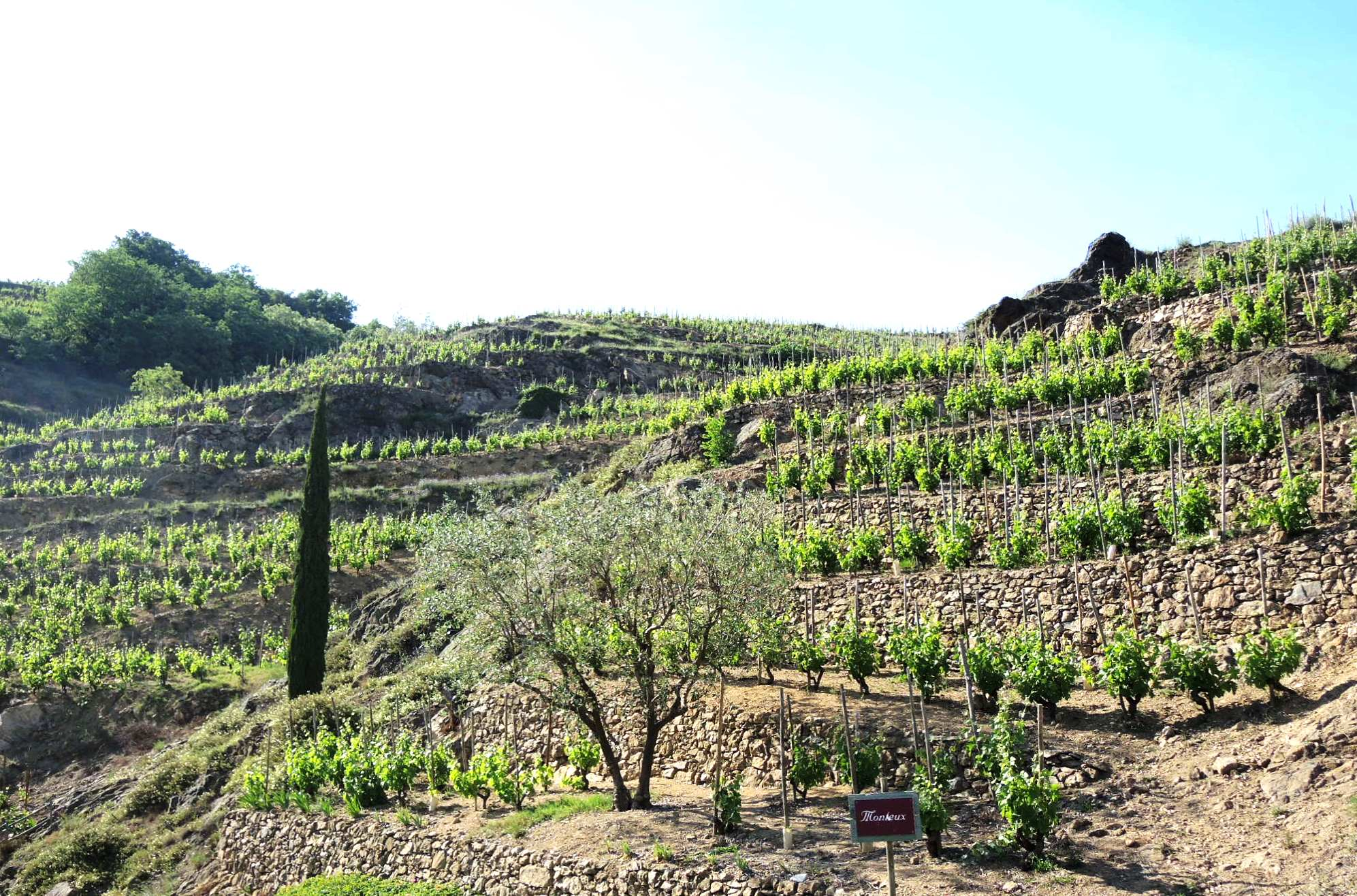
Sur les coteaux de Rochevine.

Un sentier de découverte du terroir a été balisé sur le coteau de Rochevine, qui domine, à l'est, la Maison des Vins. Le parcours mesure 2,5 km à partir du parking de la cave. Le sentier rejoint dans un premier temps l'ancienne voie ferrée. C'est dans une ancienne portion de cette voie, couverte en 1883, que la cave a aménagé en 1997 la Galerie Rochevine, pour servir d'espace de réception et d'animation. Elle est accessible en voiture à partir de la route de Colombier le Cardinal. C'est près de son entrée qu'une deuxième partie du sentier, de 1,5 km, permet de parcourir et découvrir les vignes avec l'aide d'une dizaine de panneaux informatifs,.

### Artisanat
Des ateliers de potiers ont fonctionné à Saint-Désirat depuis le XVIIe siècle et jusqu'aux années 1970. Ils utilisaient les gisements d'argile locale.

### Plastic Omnium

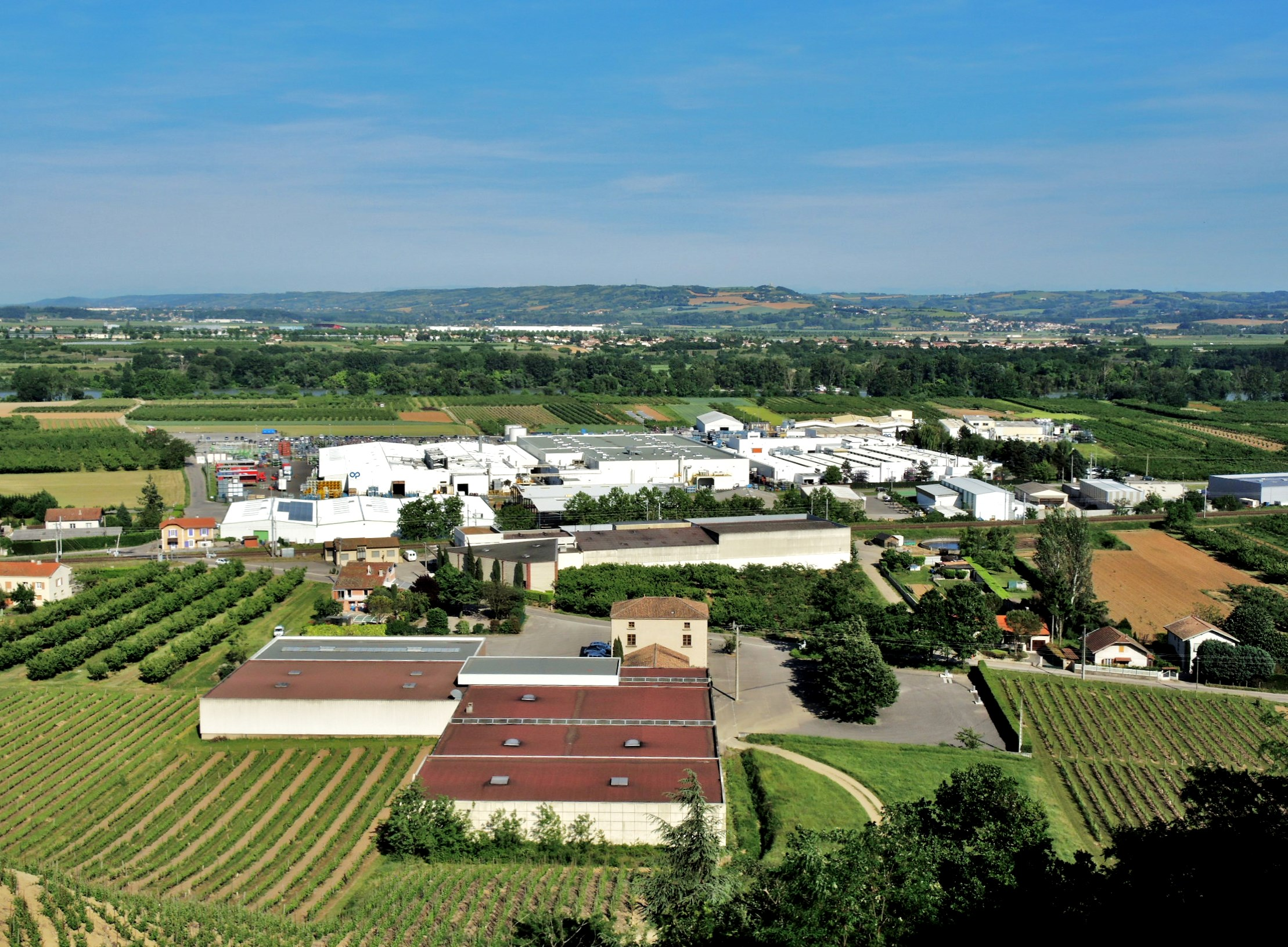
Au premier plan, les bâtiments de la cave. Au second plan, le site principal de Plastic Omnium.

C'est en 1976 que Michel Diaz a fondé la société Inoplast, innovatrice avec ses réalisations de pièces en plastiques composites pour l'automobile. Les pare-chocs de R5 ont été la première production à grande échelle de l'usine de Saint-Désirat en 1977. En 1985, l'effectif de l'entreprise dépassait les 500 salariés. Inoplast a continué de se développer ensuite, mais avec des créations d'autres sites en France et à l'étranger. Cette entreprise familiale a dû malgré tout se rapprocher de plus en plus du groupe Plastic Omnium, qu'elle a intégré en 2007. Le site nord-ardéchois est plutôt en perte de vitesse, avec aujourd'hui un millier d'emplois, entre les trois sites de Saint-Désirat, Andance et Félines.

## Culture et patrimoine

### Lieux et monuments

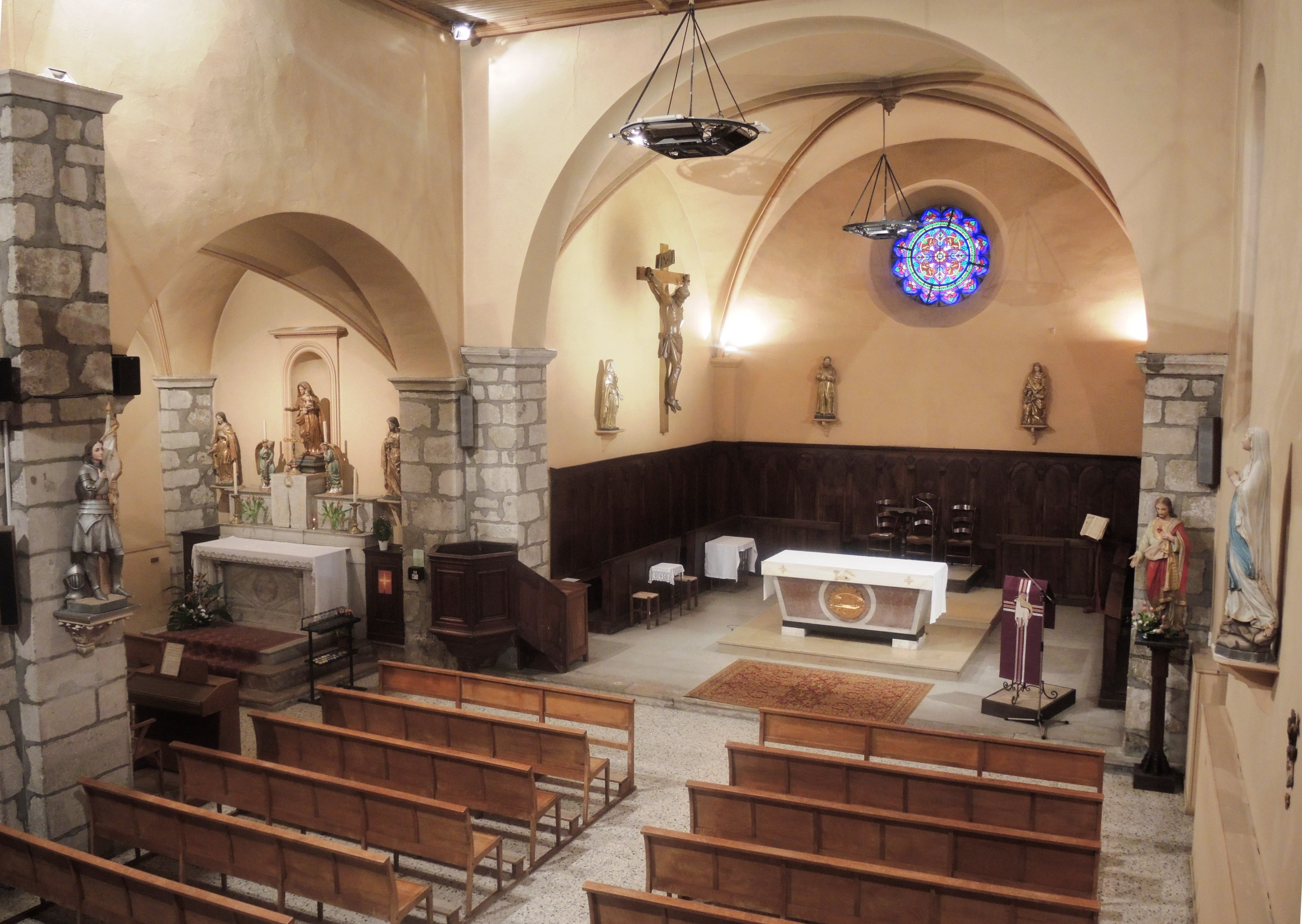
Un intérieur d'église traditionnel bien entretenu.

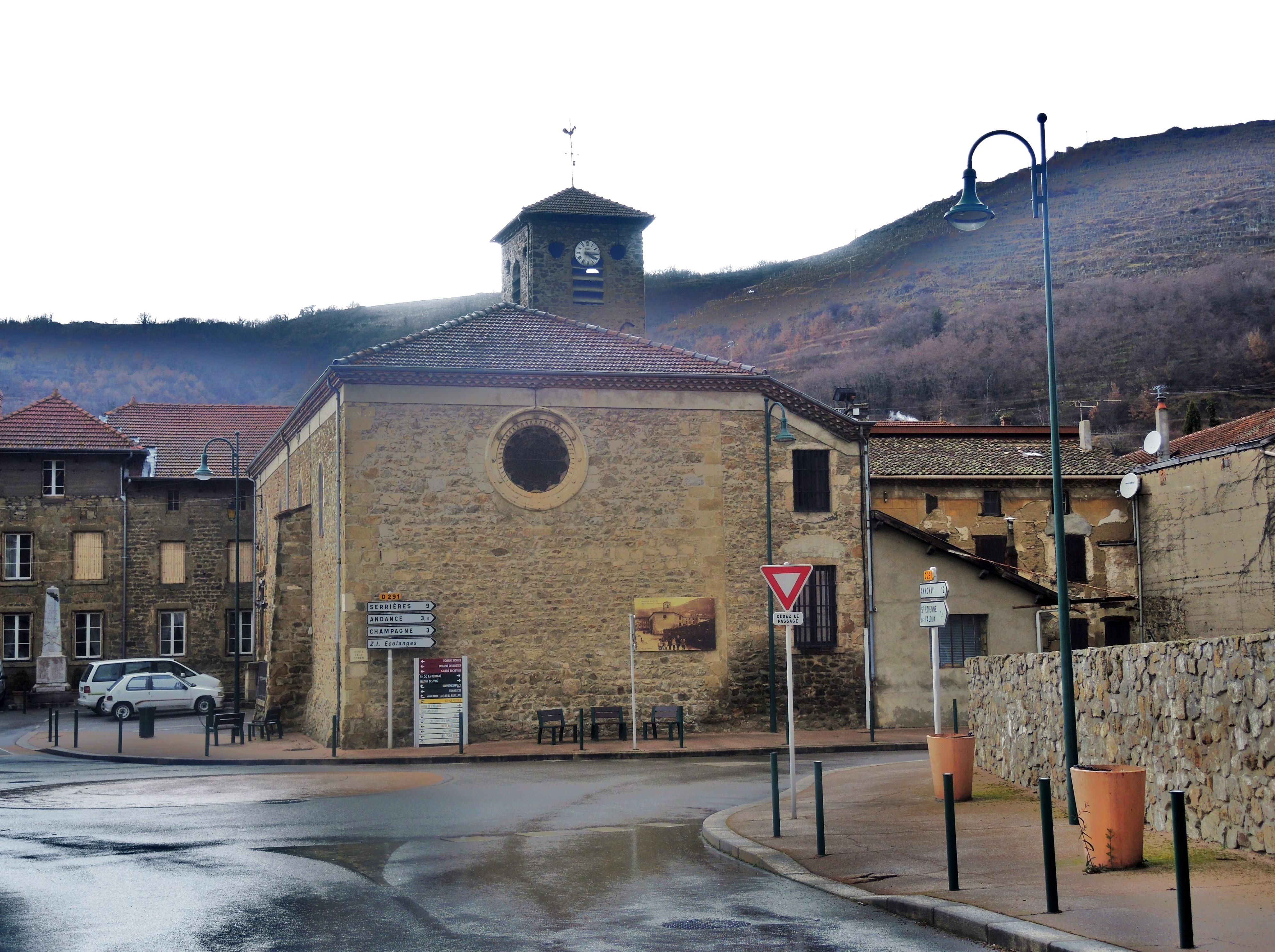
Une église sans prétention, de style plutôt roman.

- Site du Châtelet, ancien sanctuaire gallo-romain.
- Église Saint-Didier, église romane très remaniée rattachée à la paroisse catholique Sainte-Croix du Rhône.
- Croix de la Girouette, fixée le long du mur sud de l'église[33].
- Musée de l'Alambic et distillerie Jean Gauthier.
- Madone du Chatelet (1897).
- Vestiges de la ligne de chemin de fer entre Firminy, Bourg-Argental, Annonay et Saint-Rambert-d'Albon.

### La colline du Châtelet
Cette colline a été autrefois contournée par l'ancien bras du Rhône où sont maintenant installés, les villages de Saint-Désirat et Saint-Étienne-de-Valoux. Elle offre un intérêt patrimonial et touristique pour diverses raisons. Les chemins qui la parcourent permettent de découvrir des zones cultivées et des zones sauvages. De profiter aussi de panoramas dans toutes les directions, sur le piémont ardéchois, la plaine de Saint-Désirat, la vallée du Rhône et les collines de l'Isère et de la Drôme. Sur le plan géologique, on y retrouvera de profonds dépôts de lœss mais aussi des roches plus anciennes. Une statue de la Vierge a été installée sur la partie nord de la colline en 1897. Une aire de départ pour parapentes a été aménagée sur la pointe nord-est de la crête sommitale. C'est aussi dans cette partie nord qu'on a retrouvé l'emplacement d'un important édifice romain dont les vestiges ont été recouverts par précaution.

### Le Musée de l'Alambic et la distillerie Jean Gauthier
La distillerie a été fondée en 1968 par Jean Gauthier, père de l'actuel PDG Denis Gauthier. Elle fabrique, avec 25 salariés, des alcools de fruits et notamment de poire Williams.
Un Musée de l'Alambic y a été associé en 1989 et reçoit plus de 150 000 visiteurs par an. Sur 1 400 m2, il rassemble à la fois des pièces de collections et explique la fabrication des alcools. Des alambics de diverses provenances sont exposés, ainsi que du matériel et des outils du patrimoine rural. La fabrication des alcools est illustrée par une trentaine de tableaux et des projections vidéo. De décembre à mars, le musée offre en exposition « L'atelier du Père Noël » et des animations sont organisées certains dimanches autour de l'arrivée du Père Noël.

Musée de l'Alambic et distillerie Jean Gauthier
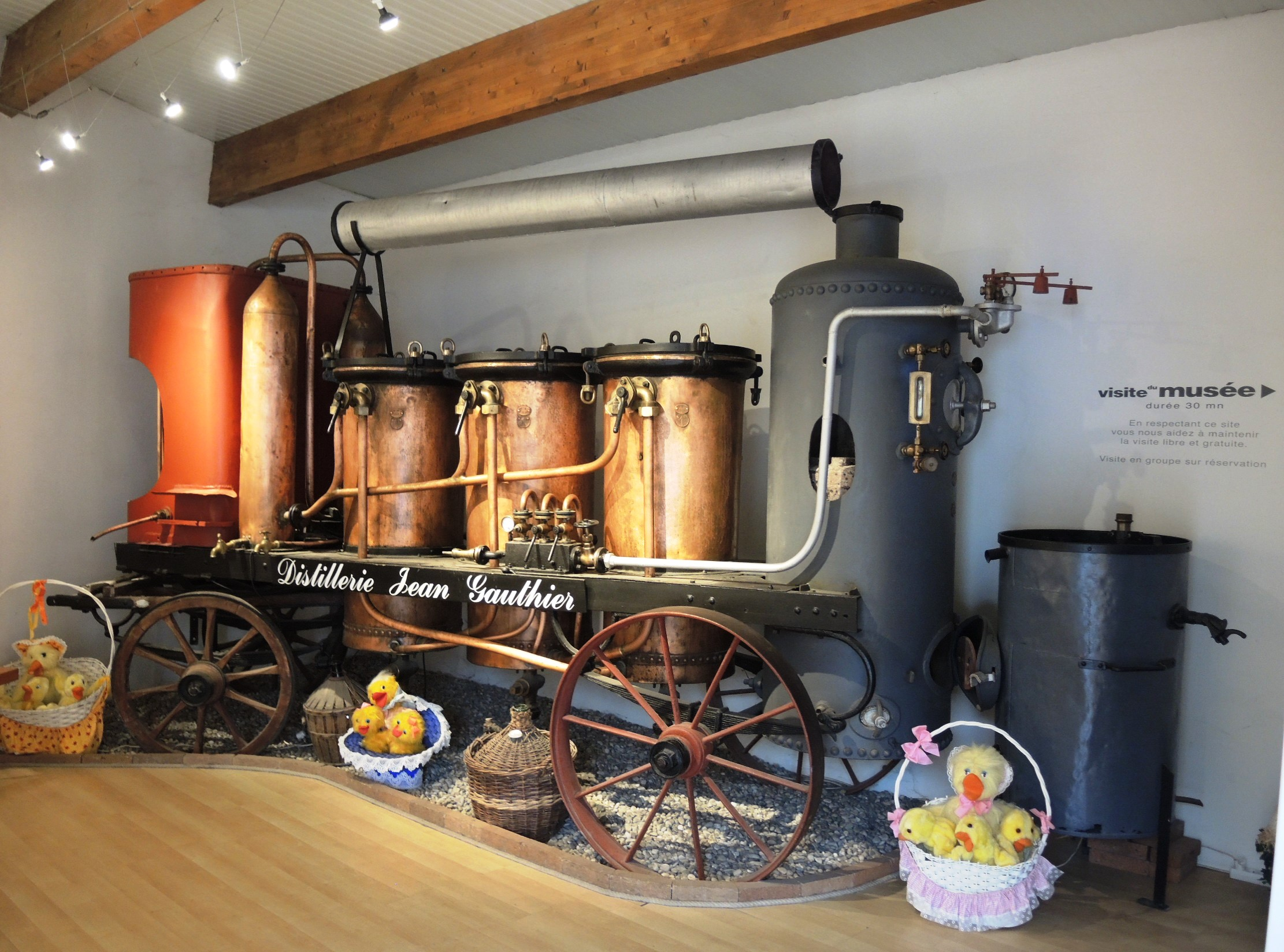
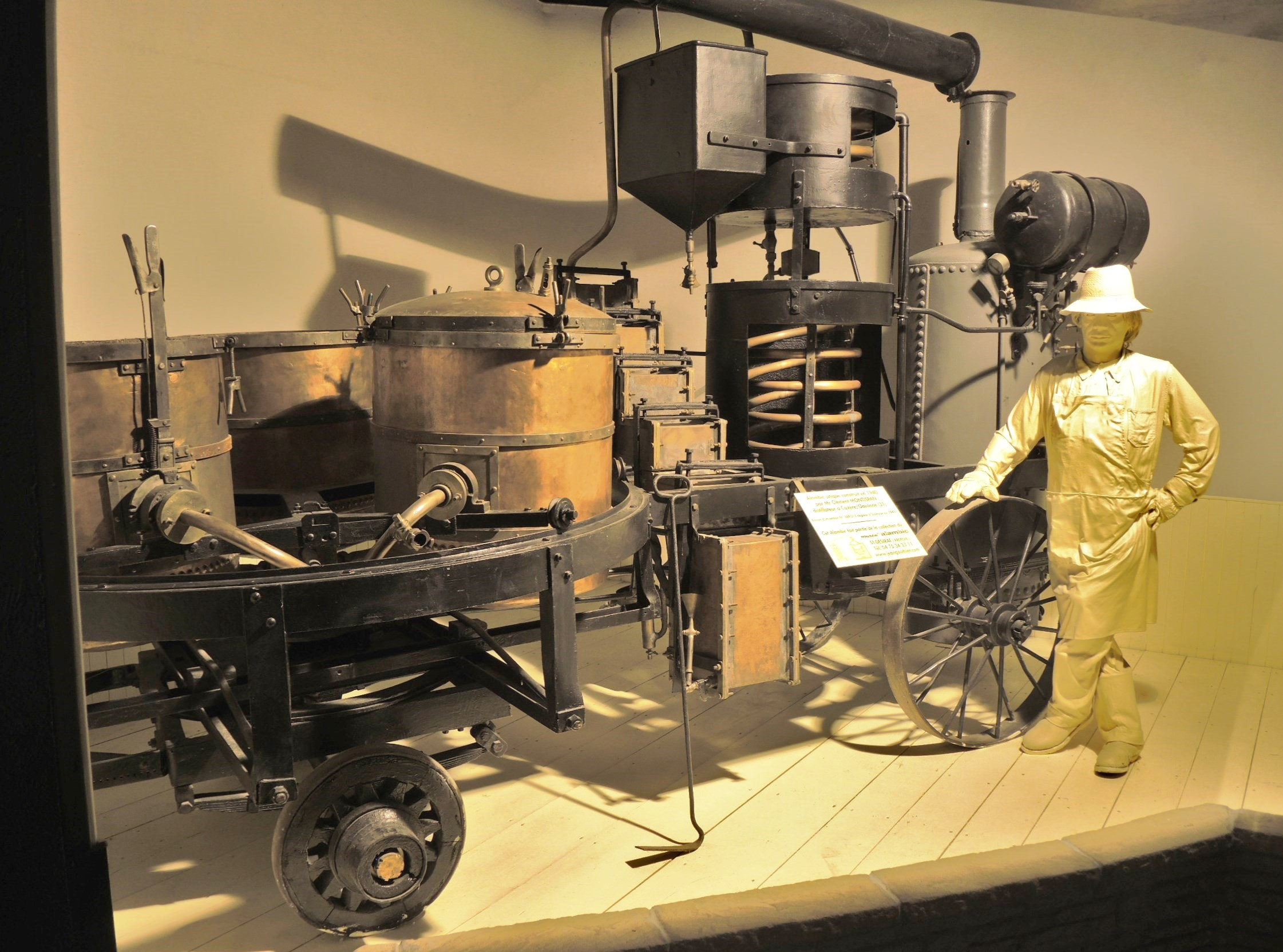

### Patrimoine naturel
La commune est parcourue par un sentier de Petite Randonnée (balisé jaune et blanc) de 5,3 km sur la colline du Châtelet et un autre de 7,8 km vers les coteaux de Rochevine, le plateau de Brunieux et l'ancienne voie ferrée.
La commune a obtenu une fleur au concours des villes et villages fleuris en 2015.

### Héraldique
|  | Saint-Désirat possède des armoiries dont l'origine et le blasonnement exact ne sont pas disponibles. |